# Stárek (hody)

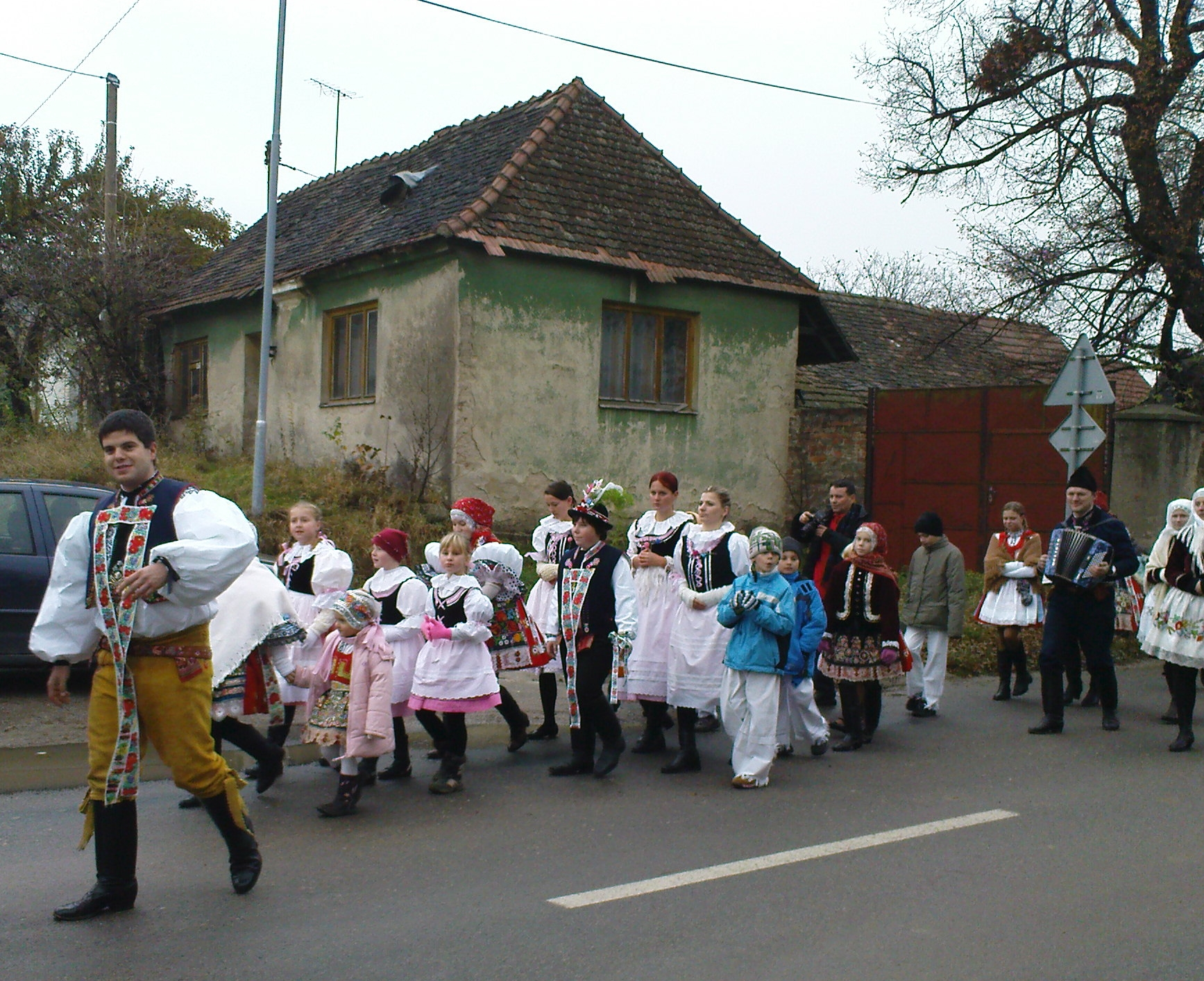
2. ročník obnovených hodů v dolňácké obci Bohuslavice u Kyjova (listopad 2009) – průvod obcí vede stárek v kroji, který má na sobě jako jediný žluté kalhoty z jelenice

Stárek je označení pro voleného vedoucího chasy (mládeže), který v některých částech Moravy vede posvícení (které se na Moravě označuje jako hody). Označení pochází ze spojení starší tovaryš. Stárkovou partnerkou při hodech je na Slovácku stárka, na Horácku nebo Brněnsku stárková. Někde je navíc i dvojice mládek a mládková.